# Liste der denkmalgeschützten Objekte in Köflach
Die Liste der denkmalgeschützten Objekte in Köflach enthält die 20 denkmalgeschützten, unbeweglichen Objekte der österreichischen Stadtgemeinde Köflach im steirischen Bezirk Voitsberg.

## Denkmäler
| Foto  |                 | Denkmal                                                                                                   | Standort                                                  | Beschreibung | Metadaten |
| ----- | --------------- | --- | --------------------------------------------------------- | --- | --- |
| ja    | Datei hochladen | Hammerherrenhaus, Krenhof HERIS-ID: 101436 Objekt-ID: 117764                                              | Judenburgerstraße 270 Standort KG: Gradenberg             | Der Krenhof liegt an der Straßengabelung zum Gaberl zwischen Salla- und Gradenbach. Er wurde erstmals 1414 als ein Gebäudeensemble urkundlich erwähnt und ist nach dem dort ansässigen freien Geschlecht der Khren benannt. Der heutige Sensenhammer wurde genauso wie das Gewerkenhaus im Ende des 17. Jahrhunderts errichtet. Spätestens 1686 wurde das Sensenwerk um eine Mühle, eine Lodenwalch sowie ein Gasthaus ergänzt. Ab 1840 war der Krenhof häufigen Besitzerwechseln unterzogen. Im Jahr 1945 verlegte die dort gegründete Krenhof AG ihren Sitz in die Köflacher Katastralgemeinde Gradenberg. Der alte Sensenhammer sowie das Hammerherrenhaus haben Eingangstore mit geschnitzten Biedermeiertüren. Bei beiden Gebäuden wurde im 20. Jahrhundert der Innenraum saniert. | BDA-Hist.: Q37787854 Status: Bescheid Stand der BDA-Liste: 2025-06-30 Name: Hammerherrenhaus, Krenhof GstNr.: .46                                                                                               |
| ja BW | Datei hochladen | Kath. Pfarrkirche hl. Oswald mit Friedhof und Kriegergedächtniskapelle HERIS-ID: 101432 Objekt-ID: 117760 | Graden Standort KG: Graden-Piber                          | Die Pfarrkirche zum hl. Oswald ist von einer Kirchhofmauer umgeben und ist urkundlich 1445 belegt. Bis 1786 war sie dem Stift St. Lambrecht inkorporiert, bis ins 17. Jahrhundert eine Filialkirche von Köflach. Der Chor des spätgotischen Baus stammt etwa aus dem Jahre 1460, das Langhaus war ehemals mit 1532 datiert. Der Chor ist einjochig mit 5/8-Schluss und einem Kreuzrippengewölbe auf Konsolen, teilweise mit primitiven Köpfen, nördlich des Chors die alte Sakristei. Durch einen stark eingeschnürten spitzbogigen Fronbogen getrennt, schließt das gleich breite, vierjochige Schiff mit Netzrippengewölbe an. Der eingestellte Westturm trägt einen Spitzhelm. Die Statuen des neugotischen Hochaltars stammen von Jakob Gschiel aus dem Jahre 1879. An der Nordseite der Sakristei befindet sich die Kriegergedächtniskapelle mit Fresken von Franz Weiss. | BDA-Hist.: Q18629827 Status: § 2a Stand der BDA-Liste: 2025-06-30 Name: Kath. Pfarrkirche hl. Oswald mit Friedhof und Kriegergedächtniskapelle GstNr.: .27 Pfarrkirche St. Oswald, Graden                       |
| ja    | Datei hochladen | Pfarrhof HERIS-ID: 101437 Objekt-ID: 117765                                                               | Graden 2 Standort KG: Graden-Piber                        | | BDA-Hist.: Q37787882 Status: § 2a Stand der BDA-Liste: 2025-06-30 Name: Pfarrhof GstNr.: .23 |
| ja    | Datei hochladen | Bildstock, Platzwirt-Kapelle HERIS-ID: 109855 Objekt-ID: 127492                                           | bei Graden 2 Standort KG: Graden-Piber                    | | BDA-Hist.: Q37815701 Status: § 2a Stand der BDA-Liste: 2025-06-30 Name: Bildstock, Platzwirt-Kapelle GstNr.: 166/2                                                                                              |
| ja    | Datei hochladen | Bauernhaus, vulgo Lenhard, Ritterhaus HERIS-ID: 45402 Objekt-ID: 46730                                    | gegenüber Graden 11a Standort KG: Graden-Piber            | Der Lenhard-Hof ist ein ehemaliges Amtshaus aus dem 16. Jahrhundert, in der Vorhalle ein Gratgewölbe und Spuren einer Außenbemalung. | BDA-Hist.: Q38015592 Status: Bescheid Stand der BDA-Liste: 2025-06-30 Name: Bauernhaus, vulgo Lenhard, Ritterhaus GstNr.: .31/2                                                                                 |
| ja    | Datei hochladen | Bauernhof, Weßhof HERIS-ID: 44183 Objekt-ID: 44886                                                        | Graden 12 Standort KG: Graden-Piber                       | | BDA-Hist.: Q38007367 Status: Bescheid Stand der BDA-Liste: 2025-06-30 Name: Bauernhof, Weßhof GstNr.: 149 Weßhof, Graden                                                                                        |
| ja    | Datei hochladen | Kunsthaus HERIS-ID: 101321 Objekt-ID: 117643                                                              | Bahnhofstraße 6 Standort KG: Köflach                      | Das heutige Kunsthaus wurde 1872/73 als ein Wohnhaus mit einer Gastwirtschaft, einer Fleischhauerei sowie einem Tanzsaal vom Baumeister Giovanni de Simoni errichtet. Vor 1900 kam es zu mehreren Um- und Zubauten am Gebäude. Zwischen 2001 und 2003 wurde die alte Baustruktur, vor allem die historische Fassade, großteils wieder hergestellt, sowie ein zeitgenössischer Ausbau und Überdachung des Innenhofes mit einer Glaskonstruktion durchgeführt. Heute dient das Gebäude als Kunst- und Kulturzentrum und beherbergt eine Bibliothek, ein Kulturreferat sowie Ausstellungsräume. | BDA-Hist.: Q37787456 Status: § 2a Stand der BDA-Liste: 2025-06-30 Name: Kunsthaus GstNr.: .260/1 |
| ja    | Datei hochladen | Bürgerhaus, Kloepferhaus, Doktorhäusl HERIS-ID: 51604 Objekt-ID: 57290                                    | Bahnhofstraße 24 Standort KG: Köflach                     | Das Wohnhaus wurde 1868 errichtet und 1882 von der Österreichisch-Alpine Montangesellschaft gekauft, ehe es 1906 von ihr an den Arzt und Heimatdichter Hans Kloepfer kam. Kloepfer wohnte und ordinierte bis zu seinem Tod im Jahr 1944 in diesem Haus. Bis zum Ende des 20. Jahrhunderts wurde das Haus von der Stadtgemeinde Köflach als Stadtbücherei und Museum genutzt. Seit 2005 befindet sich das Gebäude im Besitz des Arztes Gregor Wehovz. | BDA-Hist.: Q38046318 Status: Bescheid Stand der BDA-Liste: 2025-06-30 Name: Bürgerhaus, Kloepferhaus, Doktorhäusl GstNr.: .267                                                                                  |
| ja    | Datei hochladen | Barbarasiedlung (V) HERIS-ID: 110033 Objekt-ID: 127683                                                    | Barbarasiedlung D/14 Standort KG: Köflach                 | Im Oktober 1938 beauftragte die Reichswerke Aktiengesellschaft für Erzbergbau und Eisenhütten ‚Hermann Göring’ den Architekten Herbert Rimpl mit der Planung einer Gefolgschaftssiedlung im Heimatstil. Mit dem Siedlungsbau der Hermann-Göring-Siedlung wurde 1939 begonnen und die ersten Mieter zogen 1940/41 ein. Insgesamt wurden 167 von den geplanten 250 Wohnungen gebaut. 1945 wurde die Siedlung in Ost-Siedlung und später in Barbara-Siedlung umbenannt. Die Häuser in der Piberstraße befinden sich heute im Besitz der Wohnungs-Anlagen-Gesellschaft (WAG) und wurden 1989 saniert. Die Häuser in der B-, C-, D- und E-Straße wurden 1998/99 saniert und befinden sich seitdem im Besitz der Bewohner. Die Häuser der Siedlung haben Satteldächer, Arkaden und rundbogige Durchfahrten. Die Siedlung besteht aus zwei Teilen: an der Piberstraße stehen sieben zweigeschoßige Häuser und ein Eckhaus mit Geschäftslokal mit während sich die restlichen Wohnungen in 102 eingeschoßigen Reihen- und Doppelhäusern in der B-Straße und den Sackgassen C, D und E befinden. | BDA-Hist.: Q37816550 Status: § 2a Stand der BDA-Liste: 2025-06-30 Name: Barbarasiedlung (V) GstNr.: .547 |
| ja    | Datei hochladen | Ehem. Rüsthaus HERIS-ID: 109873 Objekt-ID: 127513                                                         | Dr. Hanns-Koren-Platz 15 Standort KG: Köflach             | | BDA-Hist.: Q37815812 Status: § 2a Stand der BDA-Liste: 2025-06-30 Name: Ehem. Rüsthaus GstNr.: .232 |
| ja    | Datei hochladen | Bürgerhaus, ehem. Glaserhäusl HERIS-ID: 40522 Objekt-ID: 40467                                            | Griesgasse 9 Standort KG: Köflach                         | Das Glaserhäusl wurde 1794 errichtet und diente von 1805 bis 1844 als Gasthaus. Das Nebengebäude wurde nach 1900 angebaut. Ab 1918 lebte im Haus die Familie von Hans Koren, dem Vater von Hanns Koren. | BDA-Hist.: Q37995128 Status: Bescheid Stand der BDA-Liste: 2025-06-30 Name: Bürgerhaus, ehem. Glaserhäusl GstNr.: 69                                                                                            |
| ja    | Datei hochladen | Wohnhaus, ehem. Schule und Gemeindeamt HERIS-ID: 101327 Objekt-ID: 117649                                 | Hans-Kloepfer-Platz 2 Standort KG: Köflach                | Das Haus wurde 1787 als Wohnhaus neben einer heute nicht mehr erhaltenen Mühle errichtet. Ab 1818 diente das Gebäude als k. k. Trivialschule zu Köflach als Schulgebäude, welches 1868 erweitert wurde. Zwischen 1884 und 1947 befand sich im Gebäude das Gemeindeamt von Köflach. Heute dient das Haus wieder als Wohngebäude. Das Haus zeigt ein Korbbogenportal, bezeichnet mit 1787. | BDA-Hist.: Q37787467 Status: § 2a Stand der BDA-Liste: 2025-06-30 Name: Wohnhaus, ehem. Schule und Gemeindeamt GstNr.: .100/1                                                                                   |
| ja    | Datei hochladen | Kath. Pfarrkirche hl. Magdalena und ehem. Friedhof HERIS-ID: 51602 Objekt-ID: 57288                       | Herunterplatz Standort KG: Köflach                        | Urkundlich erstmals 1245 erwähnt. Gotischer Turm mit achtseitigem Spitzhelm, Rest nach einem Brand 1643–1649 neu erbaut. Die Pfarre war bis 1786 dem Stift St. Lambrecht inkorporiert. Eine kreuzförmige Anlage mit zweijochigem Schiff, quadratischer Vierung mit kurzen Querarmen, einjochigem, gerade geschlossenen Chor. Wandmalereien und Altarblatt von Joseph Adam von Mölck (1777, resp. 1776), ein gotischer gemalter Flügelaltar (um 1470). Außen eine barocke Kreuzgruppe, die Glocke von Nikolaus Grünwald (1521). | BDA-Hist.: Q2082759 Status: § 2a Stand der BDA-Liste: 2025-06-30 Name: Kath. Pfarrkirche hl. Magdalena und ehem. Friedhof GstNr.: .1/1, 38 Mary Magdalene Church (Köflach)                                      |
| ja    | Datei hochladen | Karner, Kriegerdenkmal HERIS-ID: 51603 Objekt-ID: 57289                                                   | Herunterplatz Standort KG: Köflach                        | Der romanische, zweigeschoßige Rundbau ohne Apsis wurde 1926 in eine Kriegergedächtnisstätte umgewandelt. Die Fresken stammen von Fritz Silberbauer, die Bilder von Franz Josef Unterholzer. | BDA-Hist.: Q38046306 Status: § 2a Stand der BDA-Liste: 2025-06-30 Name: Karner, Kriegerdenkmal GstNr.: .1/2 |
| ja    | Datei hochladen | Barbarasiedlung (I) HERIS-ID: 102668 Objekt-ID: 119117                                                    | Josef-Gauby-Straße 11-19, unger. Nr. Standort KG: Köflach | Im Oktober 1938 beauftragte die Reichswerke Aktiengesellschaft für Erzbergbau und Eisenhütten ‚Hermann Göring’ den Architekten Herbert Rimpl mit der Planung einer Gefolgschaftssiedlung im Heimatstil. Mit dem Siedlungsbau der Hermann-Göring-Siedlung wurde 1939 begonnen und die ersten Mieter zogen 1940/41 ein. Insgesamt wurden 167 von den geplanten 250 Wohnungen gebaut. 1945 wurde die Siedlung in Ost-Siedlung und später in Barbara-Siedlung umbenannt. Die Häuser in der Piberstraße befinden sich heute im Besitz der Wohnungs-Anlagen-Gesellschaft (WAG) und wurden 1989 saniert. Die Häuser in der B-, C-, D- und E-Straße wurden 1998/99 saniert und befinden sich seitdem im Besitz der Bewohner. Die Häuser der Siedlung haben Satteldächer, Arkaden und rundbogige Durchfahrten. Die Siedlung besteht aus zwei Teilen: an der Piberstraße stehen sieben zweigeschoßige Häuser und ein Eckhaus mit Geschäftslokal mit während sich die restlichen Wohnungen in 102 eingeschoßigen Reihen- und Doppelhäusern in der B-Straße und den Sackgassen C, D und E befinden. | BDA-Hist.: Q37791251 Status: § 2a Stand der BDA-Liste: 2025-06-30 Name: Barbarasiedlung (I) GstNr.: .542, .543, .544, .545, .546                                                                                |
| ja    | Datei hochladen | Pfarrhof HERIS-ID: 51601 Objekt-ID: 57287                                                                 | Ludwig-Stampfer-Gasse 11 Standort KG: Köflach             | Der Pfarrhof ist ein stattlicher, zweigeschoßiger Bau aus dem 17./18. Jahrhundert. | BDA-Hist.: Q38046286 Status: § 2a Stand der BDA-Liste: 2025-06-30 Name: Pfarrhof GstNr.: .2/1 |
| ja    | Datei hochladen | Kath. Pfarrkirche hl. Andreas und ehem. Friedhof HERIS-ID: 51731 Objekt-ID: 57475                         | Piber Standort KG: Piber                                  | → Hauptartikel : Pfarrkirche Piber f1 | BDA-Hist.: Q19298486 Status: § 2a Stand der BDA-Liste: 2025-06-30 Name: Kath. Pfarrkirche hl. Andreas und ehem. Friedhof GstNr.: .1, 266 Pfarrkirche hl. Andreas, Piber                                         |
| ja    | Datei hochladen | Anlage Schloss Piber HERIS-ID: 51732 Objekt-ID: 57476                                                     | Piber 1 Standort KG: Piber                                | → Hauptartikel : Schloss Piber f1 | BDA-Hist.: Q2242917 Status: § 2a Stand der BDA-Liste: 2025-06-30 Name: Anlage Schloss Piber GstNr.: .55, .2, .3/1, .3/2, .3/4, .3/5, .3/9, .3/10, .5, .6, .54, 260, 264, 272/1, 318/3, 533/1 Bundesgestüt Piber |
| ja    | Datei hochladen | Gedächtniskirche für Johannes XXIII. HERIS-ID: 62183 Objekt-ID: 74708                                     | Turmstraße 1 Standort KG: Pichling bei Köflach            | Die Kirche wurde 1973–1974 nach einem Plan von Othmar Reinisch zum Gedächtnis an Papst Johannes XXIII. erbaut. | BDA-Hist.: Q38099082 Status: § 2a Stand der BDA-Liste: 2025-06-30 Name: Gedächtniskirche für Johannes XXIII., Pichling GstNr.: 161/7 Gedächtniskirche für Johannes XXIII. (Köflach)                             |
| ja    | Datei hochladen | Wegkapelle HERIS-ID: 102667 Objekt-ID: 119116                                                             | Standort KG: Pichling bei Köflach                         | Spätbarocke Dorfkapelle | BDA-Hist.: Q37791234 Status: § 2a Stand der BDA-Liste: 2025-06-30 Name: Wegkapelle GstNr.: .159 |